# Bernhard Winkler (Kameramann)
Bernhard Winkler (* 1956 im Emsland) ist ein deutscher Fotograf und Kameramann.

## Wirken
Nach seinem Studium der Visuellen Kommunikation an der Universität der Künste Berlin arbeitete Winkler etwa 20 Jahre lang als Kameramann und ist heute als selbstständiger Fotograf tätig. Obwohl er an einigen Kinofilmen mitarbeitete, sind es zwei Kinderserien, Neues vom Süderhof und Die Kinder vom Alstertal, die deutschlandweit Bekanntheit erreichten. Als Fotograf kann Winkler neben einigen Sammelausstellungen auch Einzelausstellungen nachweisen, darunter  katholisch, die 2008 im Stadtmuseum Borken gezeigt wurde.
Sein Wirken als Fotograf wurde dabei mehrfach bei Auszeichnungen bedacht. So erhielt er eine Nominierung für die Sony World Photography Awards 2009 und zwei ehrenhafte Erwähnungen beim IPA Photographer of the year 2005 und 2009.
Aktuell lebt und arbeitet Winkler in Berlin.

## Filmografie (Auswahl)
- 1988: Erebos (Kameraassistenz)
- 1990: Das Einfache Glück
- 1992: Matrosenliebe
- 1993: Sehnsucht
- 1997: Neues vom Süderhof[3]
- 1998: Die Kinder vom Alstertal (1 Folge)
- 2004: Flucht aus dem Elend